# わが家への道 ローラの旅日記
『わが家への道 ローラの旅日記』（わがやへのみち ローラのたびにっき、On the Way Home）は、アメリカ人の農場の妻、ローラ・インガルス・ワイルダーが、1894年に夫のアルマンゾ・ワイルダーと7歳の娘ローズとともにサウスダコタ州デ・スメットからミズーリ州マンスフィールドへの移住の旅を綴った日記である。その後彼らはマンスフィールドに永住した。
この小説には、家族の移住の旅の毎日の詳しい出来事が綴られ、それにローズによる解説（ローズ・ワイルダー・レーンによる設定）がつけられている。
ローラの死後、1962年に彼女の小説『小さな家』シリーズを出版していたハーパー&ブラザーズ社から出版された。このシリーズは、サウスダコタ州で1870年頃から1894年まで、3歳頃から27歳までのワイルダーの生涯を基にした 8冊の自伝的児童小説からなるシリーズの一部であると考えられることもある。

## 日本語訳
- 谷口由美子訳「わが家への道―ローラの旅日記 (岩波少年文庫 ローラ物語 5)」岩波書店、2000